# Amboy (Illinois)
Amboy es una ciudad ubicada en el condado de Lee en el estado estadounidense de Illinois. En el año 2010 tenía una población de 2561 habitantes y una densidad poblacional de 786 personas por km².

## Geografía
Amboy se encuentra ubicada en las coordenadas 41°42′52″N 89°19′58″O / 41.71444, -89.33278.

## Demografía
Según la Oficina del Censo en 2000 los ingresos medios por hogar en la localidad eran de $36,25, y los ingresos medios por familia eran $42,02. Los hombres tenían unos ingresos medios de $35,25 frente a los $26,10 para las mujeres. La renta per cápita para la localidad era de $18,18. Alrededor del 8,3% de la población estaban por debajo del umbral de pobreza.